# Xysmalobium pearsonii
Xysmalobium pearsonii är en oleanderväxtart som beskrevs av Harriet Margaret Louisa Bolus. Xysmalobium pearsonii ingår i släktet Xysmalobium och familjen oleanderväxter. Inga underarter finns listade i Catalogue of Life.